# Etheostoma inscriptum
Etheostoma inscriptum är en fiskart som först beskrevs av David Starr Jordan och Alembert Winthrop Brayton, 1878.  Etheostoma inscriptum ingår i släktet Etheostoma och familjen abborrfiskar. Inga underarter finns listade i Catalogue of Life.